# Mercedes Bunz
Mercedes Bunz (Magdeburg, Saxònia-Anhalt, Alemanya,1971) és una historiadora de l'art alemanya, periodista i professora de cultura i societat digitals al King's College de Londres.
Catedràtica de Cultura i Societat Digital al King’s College de Londres, historiadora de l’art, filòsofa i periodista. Va estudiar Filosofia, Història de l’art i Ciències de la informació a la Universitat Lliure de Berlín i a la Universitat Bauhaus de Weimar, i va escriure la seva tesi sobre la història d’Internet moguda per una profunda curiositat per la tecnologia digital. Aquest camp en transformació constant l’ha ocupat fins a dia d’avui, i actualment la seva recerca està centrada en la intel·ligència artificial creativa i el concepte d’aprenentatge automàtic. Codirigeix el Creative AI Lab, una col·laboració de la seva universitat amb la Serpentine Gallery de Londres. Ha publicat diversos llibres i articles, entre els quals destaquen el recull La utopía de la copia: el pop como irritación (Interzona Editora, 2008) i l’assaig La revolución silenciosa: Cómo los algoritmos transforman el conocimiento, el trabajo, la opción pública i la política sin hacer mucho ruido (Vestales, 2017; publicat en alemany el 2012).

## Publicacions
- Mercedes Bunz: Vom Speicher zum Verteiler – Die Geschichte des Internet. Kulturverlag Kadmos, Berlin 2008, ISBN 978-3-86599-025-9.
- Bunz, Mercedes «Logik der Technik: Das Denken und die Digitalisierung» (en alemany). FAZ.NET [Consulta: 29 novembre 2018].
- Mercedes Bunz: Die stille Revolution – Wie Algorithmen Wissen, Arbeit, Öffentlichkeit und Politik verändern, ohne dabei viel Lärm zu machen. Suhrkamp Verlag, edition unseld 43, Berlin 2012, ISBN 978-3518260432.
  - Mercedes Bunz: The Silent Revolution: How Digitalization Transforms Knowledge, Work, Journalism and Politics without Making Too Much Noise. Palgrave Macmillan, London 2014, ISBN 978-1-137-37350-2.
- Mercedes Bunz: La revolución silenciosa. Cómo los algoritmos transforman el conocimiento, el trabajo, la opinión pública y la política sin hacer mucho ruido. Cruce Casa Editora, Buenos Aires 2017, ISBN 978-987-45637-7-4.
- Mercedes Bunz and Graham Meikle: The Internet of Things. Polity Press, London 2018, ISBN 978-1509517466.
- Paula Bialski, Finn Brunton and Mercedes Bunz: Communication. University of Minnesota Press & meson press, Minneapolis 2019, ISBN 978-1517906474.